# Uno ”Myggan” Ericson
Johan Erik Uno Myggan Ericson, född 9 mars 1926 i Nässjö, död 11 maj 2001 i Göteborg, var en svensk journalist, författare, teaterman och nöjeshistoriker.

## Biografi
Efter studentexamen vid Nässjö högre allmänna läroverk år 1947 arbetade Ericson som journalist på Smålands Allehanda 1948–1957, där han bland annat skrev teaterrecensioner. Han producerade samtidigt egna lokalrevyer. År 1958 anställdes han som presschef vid Göteborgs stadsteater av teaterchef Karin Kavli och blev intendent där 1966. Han kom långt senare också att verka som teaterchef där en kort period, 1982–1983. 
Ericson var expert på svensk nöjeshistoria. Hans encyklopediska vetande blev riksbekant när han ställde upp i tv-programmet Kvitt eller dubbelt 1959 i ämnet revyhistoria. Därefter fortsatte han träget att sprida kunskap om svensk underhållning, revy, äldre populärmusik med mera i många böcker, radio- och tv-program. Han hade ett flertal radioprogram från 1959 till 1999 där långkörarna var radioserierna Lite Gammaldags respektive Från scen och cabaret.
Ericsons största enskilda arbete i bokform är biografin över Ernst Rolf 1968. Han har därefter skrivit en bok om svenska bondkomiker, en biografi över Karin Kavli och kåserande böcker där han behandlar olika personer och teman. 
Hans mest långvariga projekt var radioserien Från scen och cabaret, där han spelade skivor och berättade om fakta och legender. Från början gjordes programmen i sällskap i studion med programmets producent, Jan Prytz, och det var tänkt att bli en serie om 13 program men det blev bortåt tusen halvtimmesprogram 1974–1994. Programserien i sig blev en stor kulturgärning, och som programledare fick han många lyssnarfrågor, men han fick även stor hjälp av lyssnare som i vissa ämnen kunde bättre än han själv. En tv-serie med liknande upplägg men levande underhållning var I Myggans vänkrets. Han var aktiv kulturdebattör, och fastän han värdesatte och använde sig av televisionen befarade han att tv-tittandet skulle passivisera svensken, med följd att biografer, folkparker och teaterscener på sikt nästan skulle dö ut. Till slut skrev han, mestadels själv, en encyklopedi över sitt breda ämne, Myggans nöjeslexikon, som utkom i 14 band 1989–1993.
Ett särskilt intresse hyste Ericson också för dåvarande Jugoslavien och särskilt staden Dubrovnik, och han föreläste och gav ut flera böcker om både landet och staden. För detta stora privata forskningsarbete utnämndes han 1987 till hedersdoktor vid Göteborgs universitet. Hans efterlämnade arkiv, med grammofonskivor, böcker, brev och dokument, överlämnades 2002 till Göteborgs universitetsbibliotek.
Namnet Myggan fick han som småväxt fotbollsmålvakt i pojklaget. Han var gift andra gången med fil. mag. Iréne Ericson. 
Uno ”Myggan” Ericson är begravd på Båstads nya begravningsplats. I Göteborg har till hans minne Myggan Ericsons gata namngivits på platsen för stadens förra, numera rivna, radio- och TV-hus som flertalet av hans program utsändes från.